# Neopomacentrus metallicus
Neopomacentrus metallicus är en fiskart som först beskrevs av Jordan och Seale, 1906.  Neopomacentrus metallicus ingår i släktet Neopomacentrus och familjen Pomacentridae. Inga underarter finns listade i Catalogue of Life.